# Convenio sobre los servicios de salud en el trabajo
El Convenio sobre los servicios de salud en el trabajo es un convenio técnico de la Organización Internacional del Trabajo (OIT) que fue firmado el 25 de junio de 1985 y que entró en vigor el 17 de febrero de 1988. Hasta la fecha (2017), fue ratificado por 33 Estados miembros de la OIT.
El convenio se compone de 5 partes y 24 artículos y designa a los servicios básicos de salud en el trabajo como servicios preventivos, asesoramiento del empleador, trabajador y sus representantes sobre los requisitos necesarios para establecer y conservar un medio ambiente de trabajo seguro y saludable, que favorezca una salud física y mental óptima en relación con el trabajo y de la adaptación de éste a las capacidades de los trabajadores, teniendo en cuenta su estado de salud física y mental.La misión de los servicios de salud en el trabajo debe tener como meta el poder aportar a los trabajadores las herramientas y los recursos necesarios para crear, mantener y mejorar el ambiente óptimo en la relación persona-trabajo, garantizando un nivel óptimo de bienestar y salud.